# Nicoletta Casiraghi
Nicoletta Vacca Orrù in Casiraghi (Torino, 14 luglio 1948 – 18 agosto 2011) è stata una politica italiana prima donna eletta presidente del Consiglio e della Giunta provinciale di Torino, dal 1985 al 1990.
Di formazione liberale, fu attiva in ambito politico, culturale e impegnata inoltre nell'associazionismo sociale. Si spende, durante la sua carriera, per la tutela dei diritti delle donne, per il buon funzionamento degli enti pubblici, per l'ampliamento dei servizi sociali e, infine, per una affermazione e diffusione delle libertà individuali. 

## Biografia
Nicoletta Vacca Orrù nasce a Torino il 14 luglio 1948. Figlia unica, fin da piccola vive seguendo le orme del padre, di origine sarde, convinto anti-fascista ed ex partigiano, da sempre nella polizia di Stato. Il padre muore drammaticamente per un malore dopo che, in piazza Sabotino, si è svolto un comizio del Movimento Sociale Italiano. Nonostante la dura perdita in giovane età, si dimostra un'ottima studentessa, interessata alla politica.  

### Inizio della carriera politica negli anni Settanta
Di formazione liberale fin da giovane, consuma numerose tappe della carriera politica tradizionalmente riservate agli uomini sopravanzando molti dei suoi colleghi, ricoprendo cariche pubbliche rilevanti. Alla fine degli anni 1960 si iscrive al GLI, dove entra in contatto con i maggiori esponenti del mondo liberale italiano. 

### L'impegno con Zanone
Nel 1970 si impegna nella campagna elettorale di Valerio Zanone, che si presenta alle prime consultazioni per la neonata regione Piemonte, nella circoscrizione di Torino. Zanone è eletto e Nicoletta lo segue nelle sue battaglie a tutela dei diritti civili, condotte in gran parte a fianco del Partito Radicale. Interviene, in particolar modo, nell'acceso dibattito dedicato all'urgenza di promulgare una legge sull'aborto e nel 1974 si impegna nella campagna referendaria sul divorzio.

### La formazione e il primo impiego in regione
Negli stessi anni frequenta la facoltà di scienze politiche dell'Università degli Studi di Torino e segue alcuni corsi di formazione in Italia e all'estero. Si laurea con la votazione di 110/110, con una tesi in diritto internazionale intitolata Gli organismi e le associazioni internazionali di collaborazione e coordinamento tra gli Enti locali. Immediatamente dopo ottiene una borsa di studio presso il Centro Einaudi, dove svolse attività di ricerca fino al 1973, sui temi legati all'ordinamento giuridico e finanziario degli enti locali e della regione. Nel 1974 viene assunta presso la regione piemontese come funzionaria presso il settore Programmazione economica e finanziaria, con specifica mansione alla finanza locale e regionale; sarà promossa nel 1983 a dirigente di prima qualifica e nel 1988 a seconda qualifica.

### La fine degli anni Settanta e gli anni Ottanta: la nomina alla Consulta e l'ingresso in Consiglio provinciale
La seconda metà degli anni 1970 sono anni di grande impegno dal punto di vista politico, iniziato con il passaggio al Partito Liberale Italiano. Infatti, nel 1978 entra nel consiglio di amministrazione del Teatro Stabile di Torino ed è nominata primo presidente della Consulta Femminile della città di Torino. La svolta alla sua carriera arriva con le elezioni amministrative del 1980, quando viene eletta nel Consiglio provinciale tra i banchi dell'opposizione.

### L'elezione a segretaria cittadina e le elezioni politiche
Nel 1981, dopo aver ricoperto per lungo tempo l'incarico di vice segretario vicario del PLI, viene eletta segretaria cittadina a larga maggioranza; nello stesso anno viene eletta vice presidente dell'Unione Province Italiane, conservemdone la carica fino al 1991. Forte dell'esperienza e dei traguardi raggiunti, si presenta alle elezioni politiche del 1983, risultando la seconda esclusa. Nel 1984 entra nella direzione del partito e la sua presenza del Consiglio si fa via via sempre più incisiva, soprattutto su temi specifici quali il coinvolgimento della Provincia nella programmazione del piano di sviluppo regionale o l'istituzione del Laboratorio delle riforme, che prenderà il nome di Ce.Se.Di.

### La presidenza della Provincia di Torino dal 1985 al 1990
Casiraghi venne eletta Presidente della Provincia di Torino il 19 luglio 1985, guidando la giunta costituita dalle formazioni politiche del cosiddetto Pentapartito: Democrazia Cristiana, Partito Socialista Italiano, Partito Socialista Democratico Italiano, Partito Liberale Italiano e Partito Repubblicano Italiano con il sostegno esterno di PIEMONT. Fin da subito si scontrerà con l'eredità della Giunta precedente, ma Casiraghi è attenta a sottolineare quanto sia fondamentale avviare una politica comune e non conflittuale, tra pubblico e privato, soggetti di pari dignità.

#### Il programma
Gli aspetti che caratterizzano la sua politica sono: da una parte, l'attenzione verso le questioni pratiche che spettano alla gestione provinciale, le partecipazioni azionarie ad aziende di differenti dimensioni, l’importanza delle questioni relative all'edilizia scolastica e alla gestione dell'autostrada A32 in Val di Susa o alla viabilità nell'area torinese-pinerolese; dall'altra l'interesse verso quanto accade al di fuori del ristretto ambito delle competenze istituzionali. Non mancano i momenti di tensioni, questioni nazionali e internazionali entrano in Consiglio: l'assassinio del senatore democristiano Roberto Ruffilli da parte delle Brigate Rosse sarà occasione per discutere del problema del terrorismo, mentre il disastro di Černobyl' nel maggio 1986 desterà preoccupazioni per la sicurezza in Piemonte, soprattutto per la presenza della centrale elettro-nucleare di Trino.

#### Il dibattito politico e le idonee modalità di collaborazione tra Regione e Provincia
Tuttavia, il suo dovere di amministratrice è ciò che più attira la sua attenzione. Infatti espone durante una riunione fra le due Giunte, regionale  e provinciale, le sue perplessità circa l'effettivo ruolo degli enti intermedi, tra cui la Provincia stessa, sottolineando che occorrono idonee forme di consultazione tra Regione e Provincia, oltre che risorse e strumenti per un corretto esercizio delle deleghe. Condivide, a ragion veduta, quella sensazione di ostacolo e impaccio alla gestione del suo ruolo e dell'Ente di cui è alla guida. Tali riflessioni vengono riprese il 22 marzo: in questa occasione viene sottolineato con forza il vero ruolo delle Regioni, che dovrebbero essere essenzialmente di legislazione e programmazione, mentre agli enti intermedi  dovrebbero essere lasciate le funzioni amministrative individuate e affidate in maniera chiara. Il 29 giugno questi concetti vengono nuovamente ribaditi al direttivo dell'UPI. In questa occasione non manca di dimostrare un forte interesse nei confronti del dibattito sul disegno di legge di riforma della Conferenza Stato, città e autonomia locali.
In questi anni (1985-1989) è, altresì, componente del Consiglio di amministrazione della  Fondazione Luigi Einaudi.

#### Le dimissioni
Da un punto di vista di dibattito politico e di iniziative innovative, il 1988 è stato un anno intenso. Infatti, si acuiscono gli scontri all'interno del Consiglio e Casiraghi avverte il malcontento e l'assenza di collaborazione tra i partiti di maggioranza. 
Alla luce di questo il 17 febbraio 1989 presenta le sue dimissioni generando non pochi scompigli; è necessario convocare un nuovo consiglio e dare vita a nuove elezioni della Giunta per sostituire quella dimissionaria. La settimana successiva la crisi è ricomposta e Casiraghi, accettando di rimanere alla Presidenza, richiede di essere sollevata dagli altri incarichi, quali il settore legale, l'economato e le partecipazioni che vengono distribuiti tra le forze di maggioranza. Pare che si sia formata una tregua sottoscritta tra le parti con la finalità condivisa di portare a termine il mandato elettorale senza danni eccessivi.

### Gli eventi politici internazionali e la crisi della Prima Repubblica
Il 1990 è  un anno di soddisfazioni e di avvenimenti internazionali intensi: Casiraghi viene nominata membro del Consiglio consultivo degli enti locali e delle regioni, organismo della Commissione europea, restando in carica fino al 1991; riferirà in sede di Consiglio della caduta del Muro di Berlino in novembre e della rivoluzione romena che condusse alla caduta violenta del leader Ceausescu di cui la presidente riferisce in sede di Consiglio il 9 gennaio 1990. L'11 aprile Valerio Zanone presenta la lista del Partito Liberale Italiano per Comune, Provincia e Regione, dove Nicoletta Casiraghi è candidata per la regione in sostituzione di Fernando Santoni che, dopo l'esperienza a Palazzo civico, lascia l'attività politica per impegni di lavoro. Alle elezioni regionali del 6 maggio 1990 non risulta eletta per un pugno di voti: certamente è stata una grande delusione per lei, anche se la vera difficoltà riguarderà l'intero assetto dei partiti della Prima Repubblica. Del resto, il nuovo ordine mondiale si deve reinventare dopo la caduta dei blocchi contrapposti e la lenta, inevitabile, consunzione dell'Unione Sovietica; a livello nazionale, invece, le inchieste della magistratura sulla corruzione e le collusioni fra mondo dei partiti e mondo imprenditoriale che condurranno in breve tempo al collasso del vecchio pentapartito e del PCI.

### L'esperienza accademica e alla presidenza dell'Expo
Nel 1991 entra nel consiglio di amministrazione del CESMEO e nell'anno accademico 1991-1992 ottiene un incarico di professore a contratto presso la facoltà di scienze politiche dell'Università degli Studi di Torino. A novembre viene eletta presidente di “Expo 2000”, la società nata in collaborazione tra Regione, Camera di commercio, Unione industriale e FIAT per la gestione del nuovo centro Fiere del LIngotto.

### La guida del PLI piemontese
A dicembre 1992 giunge la comunicazione che il PLI regionale piemontese è commissariato e la guida del partito viene assunta provvisoriamente da Casiraghi, si tratta degli ultimi mesi di vita di un partito di tradizioni radicate che da lì a poco chiuderà la sua traiettoria. Il 6 febbraio 1994 si scioglie ufficialmente il Partito Liberale Italiano e Casiraghi, nello stesso anno, accetta di intraprendere un nuovo percorso politico, accettando la candidatura alle elezioni politiche del 1994 per la coalizione di centro Patto per l'Italia; ma all'ultimo viene sostituita da Giovanna Cattaneo, la quale rimarrà comunque esclusa dalla candidatura per mancanza del numero necessario di firme.

### Gli ultimi anni

#### L'avvicinamento a Forza Italia
Successivamente allo scioglimento del partito liberale, Casiraghi seppur da osservatrice esterna, si avvicina alle posizioni di Forza Italia e, nello stesso periodo, viene eletta come presidente dell'Ires; sarà in carica fino al 2000. 

#### La Rosa nel Pugno
Non sentendosi assunta fra i ranghi di Forza Italia, se ne allontana e nel 2005 apre una nuova stagione politica entrando nella Rosa nel Pugno, soggetto politico lanciato da Marco Pannella e Enrico Boselli con lo scopo di unire laici, liberali, socialisti e radicali; infatti, la diaspora liberale aveva ormai disperso gli esponenti del PLI in varie formazioni di destra e di sinistra e non vi era stata un'intesa vera e propria con la Federazione dei liberali. Prende parte attiva alla formazione della Rosa nel pugno fin dalla sua fondazione di Torino, costituendone a tutti gli effetti, la componente liberale, accanto a quella socialista e a quella radicale. La sua scelta è motivata dalla sostanziale adesione al programma dei 31 punti di Fiuggi, che sottolineano un liberalsocialismo laico e progressista insieme a interventi di liberalizzazione del mercato del lavoro e di revisione del welfare. 

#### La militanza nell'Associazione Adelaide Aglietta
Fra il 2005 e il 2006 inizia  a frequentare con grande interesse l'Associazione radicale Maria Adelaide Aglietta, anima portante della Rosa nel pugno. Partecipa a battaglie politiche che sente vicine alla sua formazione e al suo percorso personale, aderendo in particolar modo a quelle inerenti ai diritti civili e a quelle per l'autodeterminazione della persona. Prende parte alla campagna referendaria del 2005 contro la legge 40 sulla fecondazione artificiale e per la libertà di ricerca scientifica sulle cellule staminali embrionali; mentre nel 2007 è lei stessa a lanciare la campagna pubblica per promuovere una raccolta firme volta alla richiesta di una riforma di legge sulla distribuzione dei fondi per l'Otto per mille: l'appello fu consegnato nel 2011, pochi giorni dopo la sua morte, nelle mani dell'allora presidente della Camera dei deputati Gianfranco Fini. Nel 2010 si occupò di unioni civili sostenendo la raccolta firme su una legge d'iniziativa popolare presso il Comune di Torino, coronata dal successo nel giugno 2010. Un'altra battaglia che la vide presente è quella sui casi emblematici di Piergiorgio Welby e di Eluana Englaro, contro l'accanimento terapeutico e il fine vita. Nel 2010 si decide per la raccolta firma a favore dell'istituzione di un registro per il testamento biologico a livello cittadino, ultima iniziativa a cui prenderà parte, in quanto gravemente malata. Morì all'età di 63 anni.